# Ghost (polski zespół muzyczny)
Ghost – polska grupa muzyczna wykonująca death metal. Powstała 1988 roku w Gdańsku. W 2000 roku formacja została rozwiązana.

## Historia
Grupa powstała na przełomie października i listopada 1988 roku w Gdańsku w składzie: Dariusz Engler, Roman Pegza, Ryszard Łakomiec, Marek Szczabel oraz Krzysztof Berlik. Po odbyciu dwóch prób muzycy zarejestrowali debiutanckie demo pt. Ghost I, które ukazało się w 1989 roku. Materiał umożliwił formacji udział w eliminacjach do festiwalu „Metal Battle” odbywający się w Chorzowskiej „Leśniczówce”. Grupa odniosła sukces ostatecznie zakwalifikowana „Trójki Laureatów”, co umożliwiło występ przed dziesięciotysięczną publicznością w katowickim Spodku. Również w 1989 roku grupę opuścił perkusista Marek Szczabel, którego zastąpił Krzysztof Jankowski, ukazało się również drugi demo Ghost I. W nowym składzie została zarejestrowana kaseta Noc Demona. Grupa dała także szereg koncertów w kraju m.in. na festiwalach S'thash'ydło w Ciechanowie, Thrash Meeting w Gdańsku, Thrashfest w Wągrowcu oraz Drrrrama w Pruszczu Gdańskim.
Ciesząca się popularnością grupa w podsumowaniu za rok 1989 na łamach magazynu Thrah'em All została wyróżniona w sześciu kategoriach. Na przełomie 1989 i 1990 roku grupa dała szereg koncertów za wschodnią granicą co przyczyniło się do organizacji trasy koncertowej po byłym Związku Radzieckim, m.in. w Wilnie, Kownie, Odessie i Grodnie. Po powrocie muzycy rozpoczęli przygotowania do rejestracji debiutanckiego albumu. Twórczość zespołu wzbudziła zainteresowanie zachodnich magazynów oraz wytwórni muzycznych. Dwie kompozycje „The Tyrant” i Armagedon” znalazły się na kompilacji Morbid Noise wydanej w Belgii. Z końcem 1990 roku Krzysztof Jankowski  został powołany do odbycia służby wojskowej. Brak następcy przyczynił się do zawieszenia działalności Ghost. W 1992 roku muzycy wznowili działalność z nowym basistą Mieczysławem Klimkiem, który zastąpił Ryszarda Łakomca.
Na początku 1993 roku muzycy weszli do SL Studio w Gdańsku celem zarejestrowania materiału Bad Obssesion. Kaseta ukazała się tego samego roku nakładem Carnage Records. W 1993 roku grupa wzięła udział w ogólnopolskim przeglądzie zespołów rockowych Malboro Rock'in wyprzedzając 700 zespołów. Ghost ostatecznie awansowała do 25 najlepszych grup by ostatecznie zając 2. miejsce. W sierpniu grupa dała koncert na Festiwalu Muzyków Rockowych w Jarocinie. Występ spotkał się z zainteresowaniem przedstawiciela wytwórni Loud Out Records, który zaproponował formacji kontrakt. Z początkiem 1994 roku grupa nagrała debiutancki album zatytułowany The Lost of Mercy. Wydawnictwo ukazało się w Europie dzięki dystrybucji Nuclear Blast oraz w USA i Kanadzie dzięki New World Symphony. 
Również w 1994 roku grupa wystąpiła na festiwalu Metalmania w zabrzańskiej Hali Widowiskowo-Sportowej poprzedzając m.in. Morbid Angel i Cannibal Corpse. Tego samego roku muzycy ponownie zawiesili działalność. Pod koniec 1997 roku Ghost wznowił działalność w składzie: Darek Engler, Roman Pegza, Krzysztof „Mały” Jankowski i Blacha. W nowym składzie grupa nagrała Promo 97. W 1998 roku zespół powrócił w składzie z Krzysztofem Berlikiem oraz Mieczysławem Klimkiem. Pod koniec roku zespół nagrał trzyutworowe demo Renown. Po nagraniach z zespołu odszedł Krzysztof Berlik, którego obowiązki objął Darek Engler. W 1999 roku grupa dała szereg koncertów w Polsce. Prowadzone rozmowy z wytwórniami nie przyniosły oczekiwanego kontraktu. Pod koniec roku z zespołu odszedł Roman Pegza, którego zastąpił Krzysztof Dobrowolski. W 2000 roku grupę opuścili Krzysztof Dobrowolski, Krzysztof Jankowski i Mieczysław Klimek. W przeciągu pół roku został uformowany nowy skład z udziałem Łukasza Kumańskiego, basistą Piotra „Zwierzaka” Kawalerowskiego oraz Radosława Cwalińskiego. W odnowionym składzie Ghost wystąpił na Night of Unholy Metal w Gdańsku oraz Dying Art Open Air Festival. Wkrótce potem formacja ponownie zawiesiła działalność.

## Dyskografia
- Ghost I (demo, 1989, wydanie własne)
- Ghost II (demo, 1989, wydanie własne)
- Noc Demona (demo, 1989, wydanie własne)
- Bad Obsession (demo, 1993, Carnage Records)
- The Lost of Mercy (album, 1994, Loud Out Records)
- Renown (demo, 1998, wydanie własne)

## Nagrody i wyróżnienia
| Rok  | Kategoria                             | Nagroda                       | Nota       |
| ---- | ------------------------------------- | ----------------------------- | ---------- |
| 1990 | Album roku (Noc Demona)               | Plebiscyt Thrash'em All, 1989 | 5. miejsce |
| 1990 | Zespół roku                           | Plebiscyt Thrash'em All, 1989 | 6. miejsce |
| 1990 | Wokalista roku (Krzysztof Berlik)     | Plebiscyt Thrash'em All, 1989 | 9. miejsce |
| 1990 | Gitarzysta roku (Roman Pegza)         | Plebiscyt Thrash'em All, 1989 | 6. miejsce |
| 1990 | Basista roku (Ryszard Łakomiec)       | Plebiscyt Thrash'em All, 1989 | 3. miejsce |
| 1990 | Perkusista roku (Krzysztof Jankowski) | Plebiscyt Thrash'em All, 1989 | 6. miejsce |